# Liberata (film)
Liberata è un film TV del 2005 di Philippe Carrese.

## Trama
Marzo 1943. Nel bel mezzo dell'occupazione italiana della Corsica, due fratelli della resistenza comunista si collegheranno strategicamente a due soldati italiani per avere da loro le informazioni necessarie per l'organizzazione dei paracadute sulla Balagna. Tra questi uomini nascerà una vera amicizia, l'inizio della svolta e l'alleanza che seguì lo sbarco alleato ad Ajaccio nel settembre dello stesso anno.

## Riprese
Il film è stato girato in Corsica nei paesi di Montemaggiore di Montegrosso, Zilia e Palasca nell'aprile del 2005.